# Megastrebla gigantea
Megastrebla gigantea är en tvåvingeart som först beskrevs av Speiser 1899.  Megastrebla gigantea ingår i släktet Megastrebla och familjen lusflugor. Inga underarter finns listade i Catalogue of Life.